# Jerzu
Jerzu ist eine italienische Gemeinde (comune) mit 2947 Einwohnern (Stand 31. Dezember 2023) in der Provinz Ogliastra auf Sardinien. Die Gemeinde liegt etwa 19 Kilometer südwestlich von Tortolì und grenzt an die Metropolitanstadt Cagliari. Die nördliche Gemeindegrenze bildet der Pelau. Die östliche Gemeindegrenze bildet die Strada Statale 125var Orientale Sarda von Cagliari nach Palau. Im Gemeindegebiet entspringt auch der Rio Quirra.  

## Wirtschaft und Verkehr
In Jerzu wird der Rotwein DOC Cannonau di Sardegna Jerzu produziert. Der Bahnhof von Jerzu war Endbahnhof der Bahnstrecke Gairo Taquisara–Jerzu.